# Shine (singel Mike’a Oldfielda)
Shine – piosenka napisana przez Mike’a Oldfielda oraz Jona Andersona, wydana jako singel w 1986 roku. Utwór wykonuje Jon Anderson.
Teledysk do piosenki przedstawia obu artystów, głównie poruszających się po komputerowo stworzonym świecie. Oldfield gra na gitarze elektrycznej, natomiast Anderson śpiewa.

## Spis utworów

### Wersja 7'
1. „Shine” – 3:21
2. „The Path” – 3:31

### Wersja 12”
1. „Shine” (Extended version) – 5:08
2. „The Path” – 3:31